# Mesanthemum jaegeri
Mesanthemum jaegeri är en gräsväxtart som beskrevs av Jacq.-fel. Mesanthemum jaegeri ingår i släktet Mesanthemum och familjen Eriocaulaceae. Inga underarter finns listade i Catalogue of Life.